# (35160) 1993 NY
1993 NY (asteroide 35160) é um asteroide da cintura principal. Possui uma excentricidade de 0.12808210 e uma inclinação de 1.37756º.
Este asteroide foi descoberto no dia 12 de julho de 1993 por Eric Walter Elst em La Silla.